# Simone Finn
Pour les articles homonymes, voir Finn (homonymie).
Simone Jari Finn, baronne Finn (née Kubes ; le 10 juin 1968) est une femme d'affaires et femme politique conservatrice britannique qui est chef de cabinet adjoint de Downing Street de février 2021 à septembre 2022.
Membre de la Chambre des lords depuis 2015, elle est une ancienne conseillère du gouvernement sur les relations industrielles, l'efficacité et la réforme de la fonction publique. Elle cofonde Francis Maude Associates, un cabinet de conseil spécialisé dans l'efficacité gouvernementale. Elle est nommée membre non exécutif du conseil d'administration du Cabinet Office en mai 2020.

## Jeunesse et éducation
Simone Kubes est née aux États-Unis d'une mère galloise et d'un père qui a fait défection de la Tchécoslovaquie communiste. Elle grandit à Swansea et fréquente son école secondaire locale. Elle est diplômée de Lady Margaret Hall, Université d'Oxford, avec un diplôme en histoire.

## Carrière
Après l'université, Finn se forme et travaille comme comptable chez Coopers & Lybrand (plus tard PwC). Elle rejoint ensuite la Financial Services Authority comme comptable senior régulant les compagnies d'assurance.
Recruté avant les élections de 2010 par l'équipe de mise en œuvre du Parti conservateur, Finn devient conseillère en relations industrielles du gouvernement de coalition. Elle joue un rôle clé dans les négociations avec les syndicats et aide à conclure des accords visant à réduire de moitié environ le coût des retraites du secteur public. Le Daily Telegraph la décrit comme la « conseillère de la soie et de l'acier derrière les réformes syndicales de la Coalition ».
En tant que conseillère spéciale de Francis Maude, le ministre du Cabinet Office, Finn contribue à imposer ses coupes de plusieurs milliards de livres au cours de la législature 2010-2015. Finn aide également à mettre en place le Center for Public Appointments au Cabinet Office et à publier une stratégie de diversité pour encourager davantage de femmes à postuler à des nominations publiques. La proportion de femmes nommées aux conseils d'administration des organismes publics a atteint 48,2 % en 2015-2016 comparativement à 34,7 % en 2009-2010.

### Politique
À l'approche des élections générales de 2015, Finn est considérée comme une candidate conservatrice dans la circonscription de Kensington. La candidate sélectionnée, Victoria Borwick, remporte le siège, mais le perd au profit du Parti travailliste lors des élections de 2017.
En 2018, Finn est incluse sur la longue liste des candidats du Parti conservateur à la mairie de Londres. Shaun Bailey est sélectionné comme candidat final.
Dans les honneurs de dissolution de 2015, Finn est créée pair à vie en tant que baronne Finn, de Swansea dans le comté de West Glamorgan. Dans son premier discours à la Chambre des Lords, Finn met l'accent sur l'importance de l'éducation en tant qu'outil de mobilité sociale, rendant hommage à son ancienne directrice adjointe, Iris Williams.
Finn est membre de la sous-commission de la sécurité et de la justice de l'UE. Elle est auparavant membre du comité spécial d'examen de la législation secondaire et du sous-comité de l'UE (affaires extérieures).

### Carrière hors Parlement
Finn est cofondatrice et directrice générale de Francis Maude Associates, qu'elle dirige avec Lord (Francis) Maude de Horsham. Il s'agit d'un cabinet de conseil spécialisé dans l'efficacité et la réforme du gouvernement, dont le travail est basé sur l'expérience de Maude et Finn au Cabinet Office, de 2010 à 2015. Elle est également employée par Arbuthnot Latham, une banque appartenant à l'ancien donateur conservateur, Henry Angest.
Finn est administratrice du groupe de réflexion Demos et est membre du Parlement en visite à St Anthony's, Oxford, en 2017-18,. Elle est également membre du conseil d'administration de la Fondation conservatrice.
En mai 2020, Michael Gove, chancelier du duché de Lancastre et ministre du Cabinet Office, nomme Finn en tant que membre non exécutif du conseil d'administration du Cabinet Office, siégeant au comité d'audit et des risques. Le 13 février 2021, elle est promue au poste de chef de cabinet adjoint de Downing Street sous Dan Rosenfield.

## Vie privée
Finn est auparavant en couple avec Michael Gove.
Elle est mariée à Alex Finn. Ils ont deux enfants.